# Esplais de la Garrotxa
Esplais de la Garrotxa és una entitat sense ànim de lucre fundada el 1986 que es dedica a l'educació en el lleure d'infants i joves a la comarca de la Garrotxa.

## Història
El 1985 un grup d'individus del Centre d'Esplai de la Parròquia de Les Fonts, després d'una discrepància d'opinions, se separa d'aquest per formar un grup d'esplai laic. Temporalment, utilitzen el pati de l'Escola Malagrida i l'Ajuntament d'Olot cedeix un local petit a les escoles de Sant Pere Màrtir per fer servir com a oficines per dur a terme reunions entre els integrants de l'entitat.
El 19 d'octubre de 1985 es constitueix formalment l'entitat Centre d'Esplai d'Olot i el juliol de 1986 la Generalitat inclou l'entitat al registre d'associacions. L'any 1987 la secció juvenil de la Creu Roja d'Olot s'integra a Esplais de la Garrotxa oferint els seus locals. El 8 d'octubre de 1994 es va canviar el nom de Centre d'Esplai d'Olot per l'actual, Esplais de la Garrotxa.